# 藤井律子
藤井 律子（ふじい りつこ、1953年〈昭和28年〉8月7日 - ）は、日本の政治家、看護師。山口県周南市長（2期）。元山口県議会議員（4期）、元日本会議山口副会長。

## 来歴・人物
山口県徳山市（現・周南市）生まれ。旧姓は有吉。1972年（昭和47年）3月、山口県立徳山高等学校卒業。1975年（昭和50年）3月、広島大学医学部附属看護学校卒業。同年4月、広島大学原爆放射線医科学研究所臨床外科病棟の看護師となる。1979年（昭和54年）5月、藤井真と結婚。
2001年（平成13年）9月、山口県議会議員だった夫の藤井真が死去。その後継として2003年（平成15年）4月に行われた県議選に立候補し初当選した。県議時代は自由民主党山口県連の総務会長、副会長などを歴任した。
2018年（平成30年）11月19日、徳山動物園リニューアル北園広場修景工事の条件付き一般競争入札で官製談合があったとして、市職員課長と業者が逮捕された。事件を受けて市政刷新を求める支持者の声に押され、2019年（平成31年）1月下旬に市長選への出馬表明をした。同年4月21日に行われた市長選で現職の木村健一郎との一騎打ちを制し、初当選した。5月25日、市長就任。
※当日有権者数：118,946人 最終投票率：48.51%（前回比：0.77pts）
| 候補者名   | 年齢 | 所属党派 | 新旧別 | 得票数   | 得票率 | 推薦・支持       |
| ---------- | ---- | -------- | ------ | -------- | ------ | ---------------- |
| 藤井律子   | 65   | 無所属   | 新     | 33,395票 | 58.38% |                  |
| 木村健一郎 | 66   | 無所属   | 現     | 23,803票 | 41.62% | （推薦）連合山口 |

## 言動

### 日本会議との関係
2008年（平成20年）2月、日本会議の関連組織「日本女性の会山口」の会長に就任。同年4月、日本会議山口の副会長に就任。
2009年（平成21年）8月、日本会議山口の周南支部の設立に向けた活動を遠石八幡宮の黒神直大（当時の役職は禰宜）とともに開始した。同年12月5日に日本会議山口周南支部が設立されると、藤井は副支部長に就任した。事務局は遠石八幡宮に置かれた。
2018年（平成30年）11月30日、日本会議に対し研修費として12000円を支出。当該研修費を全額、県議会議員の政治活動費に充てた。
2019年（令和元年）5月25日に周南市長に就任すると、翌6月に日本会議関係の役職はすべて辞任した。

### 桜を見る会における騒動
2019年（令和元年）11月、時の首相・安倍晋三が、自ら主催する「桜を見る会」に後援会関係者らを多数招いていたことが国会で問題となった。県議時代に数回参加した藤井は2018年のブログに「片山さつき先生とも久しぶりの再会を果たしました。『今日は、山口県からたくさんの人が来てくださっているわね～。10メートル歩いたら、山口県の人に出会うわよ！』と、いつものように元気よくお声をかけていただきました」と書き、喜びの気持ちを表していたが、安倍に公職選挙法が禁じる寄付行為や税金の目的外支出という財政法違反などに当たる可能性が出ると、同年11月8日、自身のブログから当日の模様を紹介する2014年と2018年の記事を削除した。取材に対し藤井は「騒動に巻き込まれるのは嫌だから削除した」と答えた。また、同時期に山口県議会議員の友田有も「桜を見る会」参加に触れたブログ記事を削除した。

## 市政
- 2020年（令和2年）5月8日、新型コロナウイルス対策の財源に充てるため、自身の6月から2021年（令和3年）3月までの月額給与を10％減額する条例案を市議会臨時会に提出した。副市長、常勤監査委員、上下水道事業管理者、モーターボート競争事業管理者、教育長については5％減額する[14]。同日、同条例案は可決された。
- 同年6月25日、さらなる財源確保を目的として、自身の6月期末手当（247万3,500円）を全額削減する条例案を市議会定例会に提出[15]。6月29日、同条例案は全会一致で可決された[16]。